# Eriopyga usticolor
Eriopyga usticolor là một loài bướm đêm trong họ Noctuidae.